# 林肯鎮區 (阿肯色州麥迪遜縣)
林肯鎮區（英語：Lincoln Township）是位於美國阿肯色州麥迪遜縣的一個行政鎮區。

## 地方資料
根據2010年美國人口普查的數據，林肯鎮區的面積為64.70平方千米，當中陸地面積為64.50平方千米，而水域面積為0.20平方千米。當地共有人口229人，而人口密度為每平方千米3人。